# فكتورية بوليفية
فكتورية بوليفيّة هو نوع نبات ضمن جنس فكتورية في الفصيلة النيلوفرية. إنه أحدث الأنواع الموصوفة للجنس وأكبر عضو في الحجم وحدد رسميًا عام 2022.  مُنح هذا النوع في كانون الثاني/يناير 2023 ثلاثةَ ألقاب موسوعة غِنِس للأرقام القياسية لأكبر أنواع الزنبق في العالم وأكبر ورقة زنبق مائي في العالم وأكبر ورقة غير مقسمة في العالم.